# Cupania sordida
Cupania sordida är en kinesträdsväxtart som beskrevs av Standley & L. O. Williams. Cupania sordida ingår i släktet Cupania och familjen kinesträdsväxter. Inga underarter finns listade i Catalogue of Life.